# 가와사토정
가와사토정(川里町)은 사이타마현 북동부 기타사이타마군에 소속되었던 정이다. 2005년 10월 1일에 인접한 고노스시에 편입되었다.

## 역사
- 1869년 1월 28일 - 무사시치 현사·미야하라 다다하루 관할 구역으로 오미야 현이 성립하였다(현청은 니혼바시바쿠로 정).다른 정역에서는 이와쓰키현·시노부현에 속한 마을도 있다.
- 1869년 9월 29일 - 현청이 우라와로 이전해 오미야현에서 우라와현으로 개칭.
- 1871년 11월 14일 - 우라와현·시노부현·이와쓰키현의 3현이 합병해 사이타마현이 탄생.
- 1873년 - 학교가 개교되었다.
- 1889년 - 전신 자치체인 기타사이타마군 히로타촌, 굿스촌, 교와촌이 메이지 대합병으로 성립하였다.
- 1954년 3월 31일 - 히로타촌, 굿스촌, 교와촌이 합병해 가와사토정이 되었다.
- 1955년 - 인구가 8172명이 돌파하였다.
- 1975년 - 인구가 7142명으로 감소하였다.
- 1978년 - 가와사토 촌 정수장이 설치되다.
- 1980년 - 소방분서가 설치되다.
- 1983년 - 농업연수센터가 개설되다.
- 1990년 - 가와리 공업 단지가 준공되다.
- 1992년 - 인구가 7939명을 다시 돌파하였다.
- 2001년 5월 1일 - 정으로 승격해 가와사토정이 되었다.
- 2005년 10월 1일 - 기타아다치군 후키아게정과 함께 고노스시에 편입되었다.

## 교통

### 철도
- 정내에는 역이 설치되지 않았다.
- 정에서 조금 떨어진 고노스역, 기타코노스역, 가조역을 이용해야 했다.

### 버스
- 고노스 시 (구 가와사토 정) 광역순환버스 플라워 호 (2002년 운행 개시)
- 가와사토 마을 순환 버스 「해바라기호」(1994년부터 운행 개시.2001년 4월 1일부터 예약제에 의한 승합차 '공공시설 등 무료 순회차' 운행으로 전환, 2005년 4월 폐지)